# Gli amori di Carmen (film 1948)
Gli amori di Carmen (The Loves of Carmen) è un film del 1948, diretto dal regista Charles Vidor.

## Storia di Carmen
Carmen è una donna libera, la cui unica perversione sta nello scegliere con troppa facilità e sincerità i suoi amanti, e la gelosia che ha nei loro confronti.
Carmen è uno dei personaggi mitici che ha avuto il maggior numero di interpretazioni in tutto il mondo, iniziando dalla novella di Mèrimée e nell'omonima opera di Bizet. Ne esistono una moltitudine di versioni: francesi, statunitensi, tedesche e giapponesi.
Le versioni cinematografiche delle vicende della gitana Carmen, sono vastissime.
Nella versione del regista Urban Gad, Carmen è impersonata da Asta Nielsen, nella vita reale sua moglie; con la regia di Cecil B. DeMille viene interpretato da Geraldine Farrar.
Poi si trova la versione con l'attrice Pola Negri del regista Ernst Lubitsch, di Raquel Meller, di Jacques Feyder e moltissime altre interpretazioni.
Carmen viene trattata come un personaggio inafferrabile, caratterizzato da una sfavillante fascinazione erotica e da un tragico fatalismo, è dilaniata tra una strepitosa energia vitale e sessuale, e una sorta di morboso fatalismo, quasi secolare.

## Trama
In seguito ad un litigio tra due sigaraie, Carmen, una bella e affascinante gitana, viene arrestata dal brigadiere spagnolo Don José. Ammaliato, affascinato e sedotto da lei la lascia scappare.
Per amore della donna rompe con il proprio passato diventando contrabbandiere.
Molto presto José diventa un amante opprimente e possessivo, geloso patologico, mentre Carmen si stufa del suo comportamento, aspira alla libertà, trovandosi un nuovo amante, un torero.
Don José sogna una nuova vita e vuole partire per l'America con Carmen, ma lei rifiuta.
La sua gelosia e la sua follia prevalgono sul sentimento e sulla passione che prova per lei e alla fine Don José uccide Carmen, una donna che per lui, e per l'idea del periodo, era troppo libera e moderna, oltre che adultera.

## Curiosità
Il film alla fine degli anni settanta venne ridoppiato per la sua messa in TV e come in Gilda le nuove voci di Rita Hayworth e Glenn Ford appartengono rispettivamente a Vittoria Febbi e Pino Colizzi. Nell'edizione in DVD del film il ridoppiaggio è stato rimosso lasciando nuovamente posto al doppiaggio italiano d'epoca.